# تشيس دي ليو
تشيس دي ليو (بالإنجليزية: Chase De Leo)‏ هو لاعب هوكي الجليد أمريكي، ولد في 25 أكتوبر 1995 في لا ميرادا في الولايات المتحدة.

## وصلات خارجية
- تشيس دي ليو على موقع دوري الهوكي الوطني (الإنجليزية)
- تشيس دي ليو على موقع EliteProspects.com (الإنجليزية)
- تشيس دي ليو على موقع HockeyDB.com (الإنجليزية)
- تشيس دي ليو على موقع Hockey-Reference.com (الإنجليزية)